# Nécropole de Tuvixeddu
La nécropole de Tuvixeddu est une nécropole punique, l'un des plus importants de la Méditerranée, situé sur une colline dans la ville de Cagliari, Sardaigne, appelé Tuvixeddu (en langue sarde Tuvixeddu signifie colline des petits trous).

## Description
Entre le VIe et le IIIe siècle av. J.-C., les Carthaginois ont choisi cette colline pour enterrer leurs morts. Les tombes, sont accessibles par un puits creusé dans la roche calcaire de deux à onze mètres de profondeur, une petite ouverture introduit dans chaque chambre funéraire. Les chambres funéraires sont joliment décorées et comportent des trousseaux funéraires dont des amphores et des ampoules pour les essences. Parmi les tombes puniques, certaines comme la « Tombe de Uræus », la « Tombe du combattant», sont ornées de peintures de palmiers et de masques et sont bien conservées. Une autre tombe célèbre est celle de «la roue».
Sur les pentes de la colline Tuvixeddu il y a une nécropole romaine, qui donnait sur la route à la sortie de la ville. La nécropole romaine consiste principalement en des tombes arcosolium et columbariums.
Le site est ouvert au public en mai 2014, au cours de la XVIIIe édition des « Monuments ouverts ». La zone archéologique avait à l'origine une superficie d'environ 80 hectares.

## Images

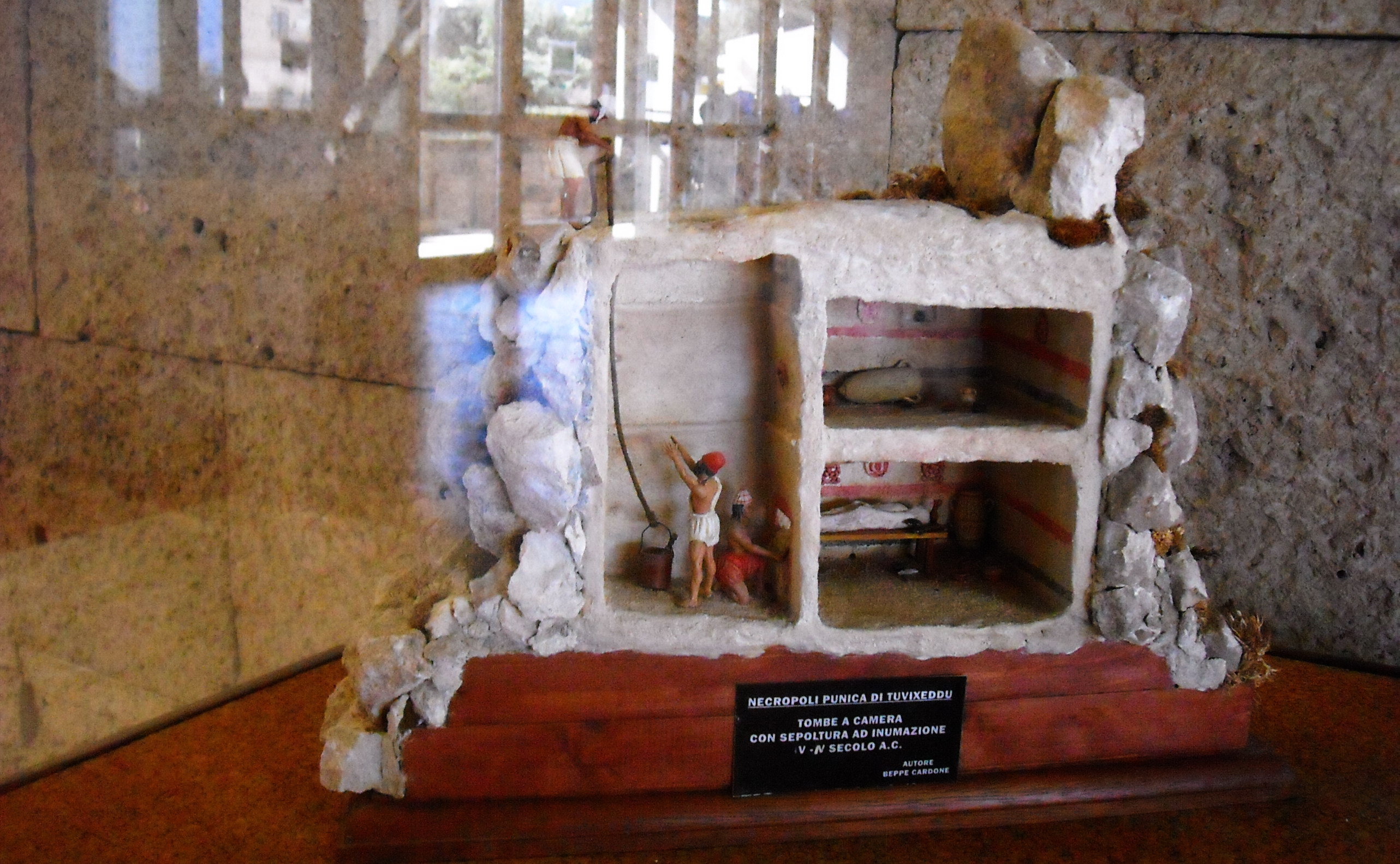
Reconstruction d'une tombe punique
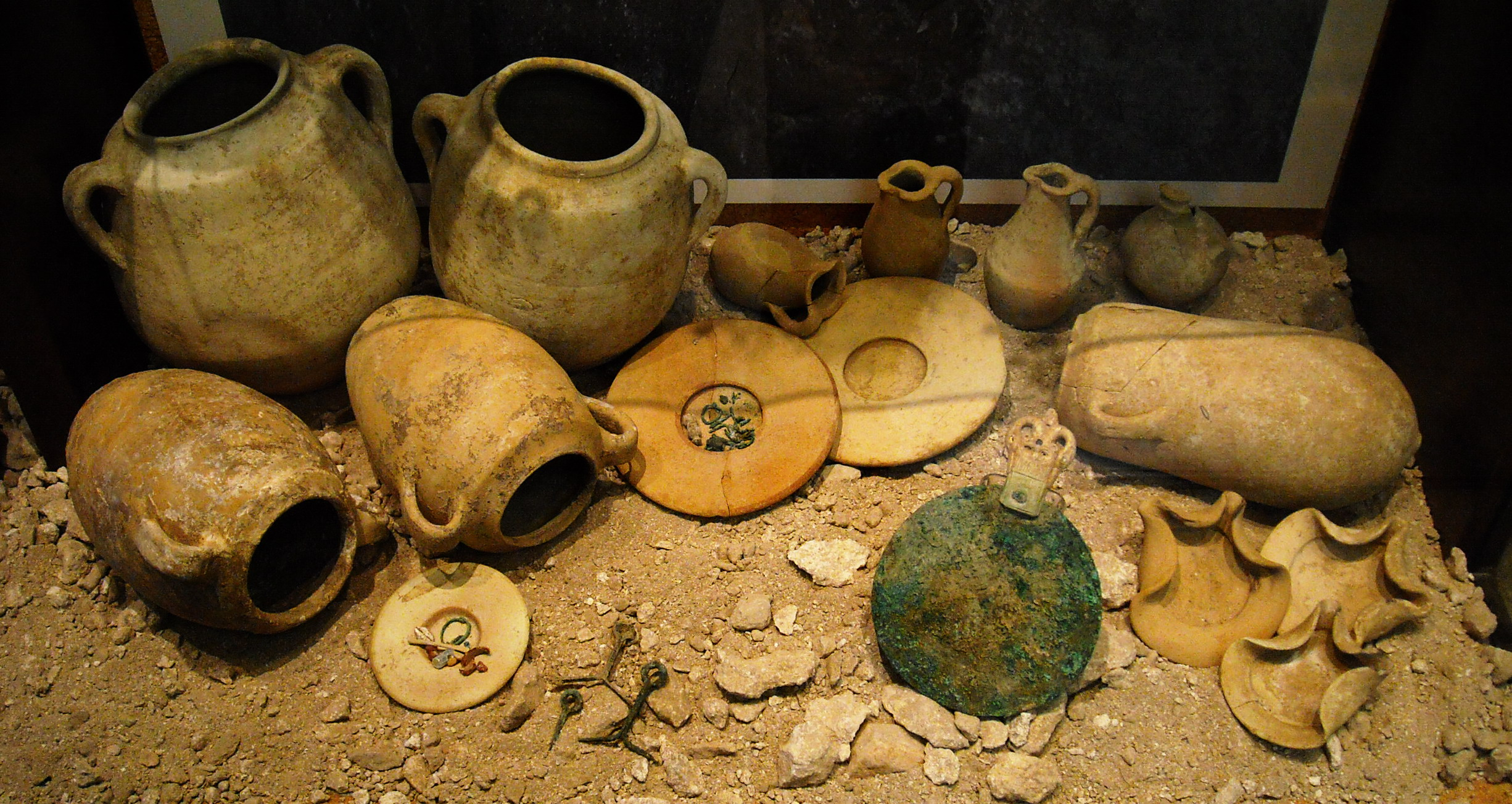
Mobilier funéraire
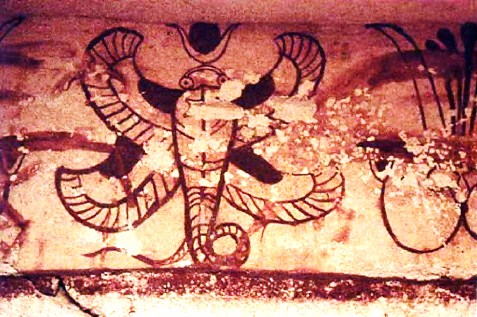
Tombe du Uræus
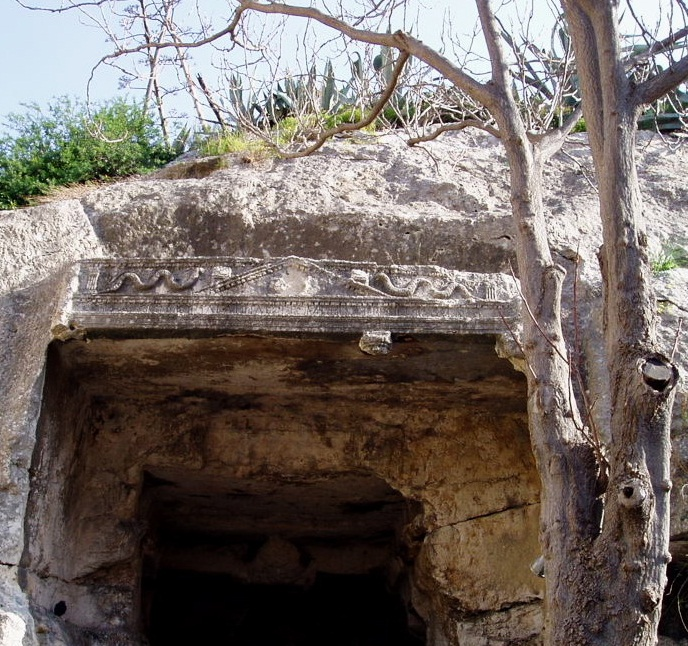
Tombe romaine
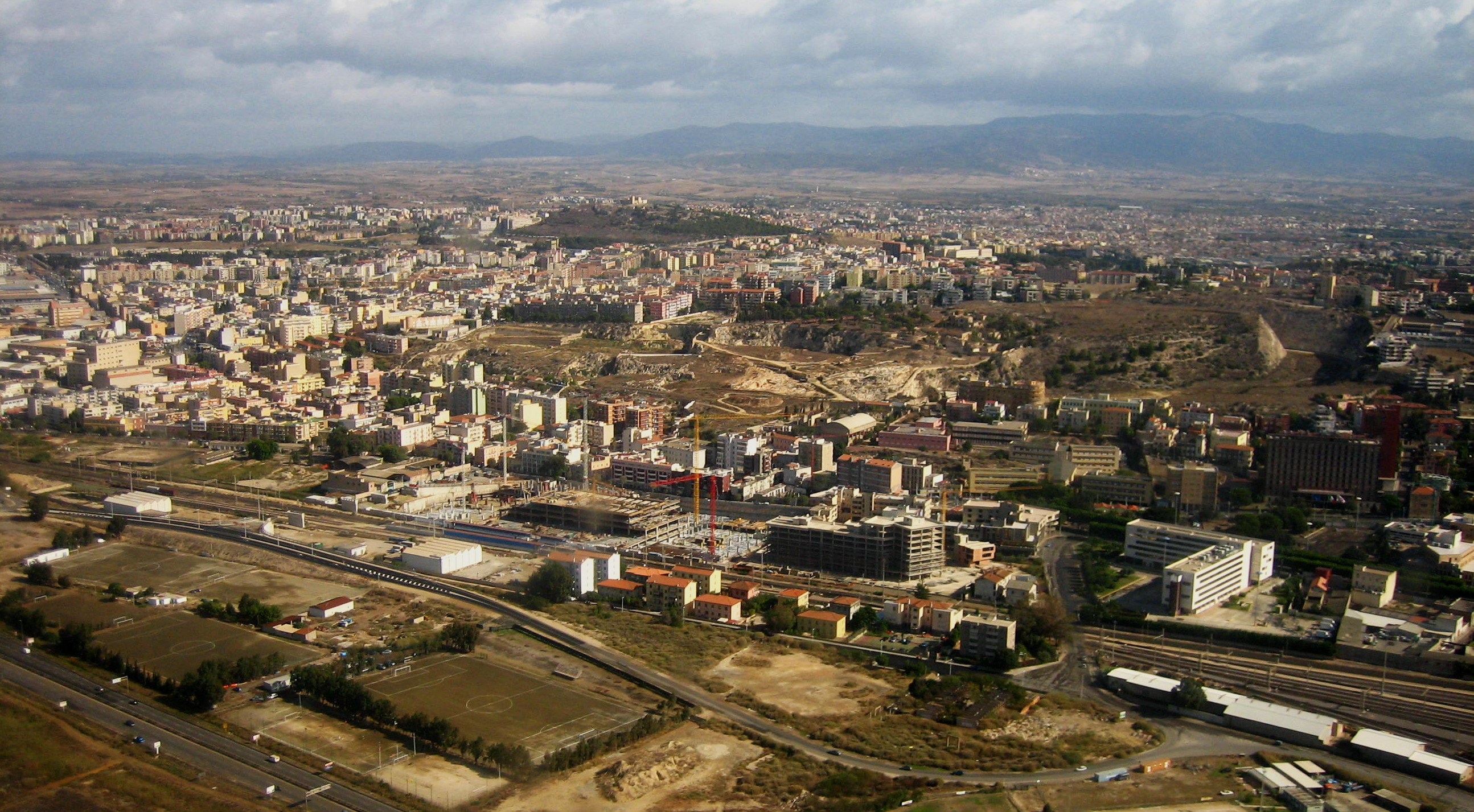
Tuvixeddu

## Sources
- (it) Tuvixeddu - Un colle da salvare - Dossier a cura del circolo di Cagliari della Legambiente, 1993.
- (it) Cagliari, la città sotterranea: grotte, cisterne, necropoli e cavità segrete". Edizioni Sole, a cura di Marcello Polastri, Cagliari 2001.
- (it) Tuvixeddu. La necropoli occidentale di Karales, Della Torre, Cagliari 2000,  (ISBN 88-7343-323-5).
- (it) Tuvixeddu. Tomba su tomba, Sovrintendenza Archeologica per le province di Cagliari e Oristano, Cagliari 1998.
- (it) Tuvixeddu vive, Roberto Copparoni,Angelo Pili,Marcello Polastri Artigianarte, I edizione 1997 e ristampa nel 2013 Cagliari, IT\ICCU\CAG\0029495.
- (it) Carta turistica di Tuvixeddu, a cura di Roberto Copparoni con testi tradotti in inglese da Annalisa Pirastu, Edita da Associazione di volontariato Amici di Sardegna Cagliari, juin, 2014.